# Heidelberger Katechismus

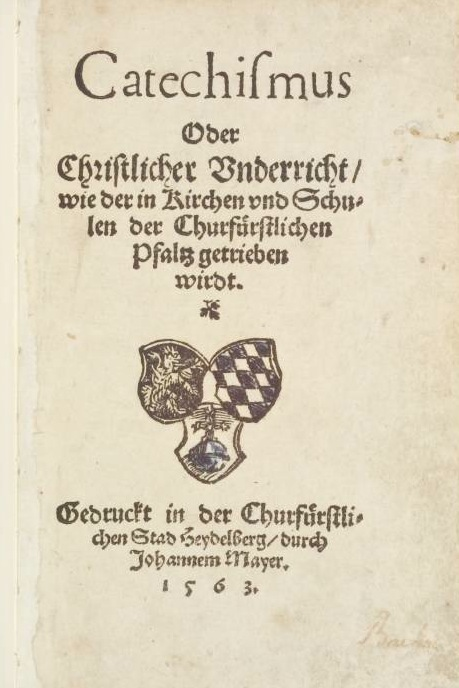
Heidelberger Katechismus von 1563

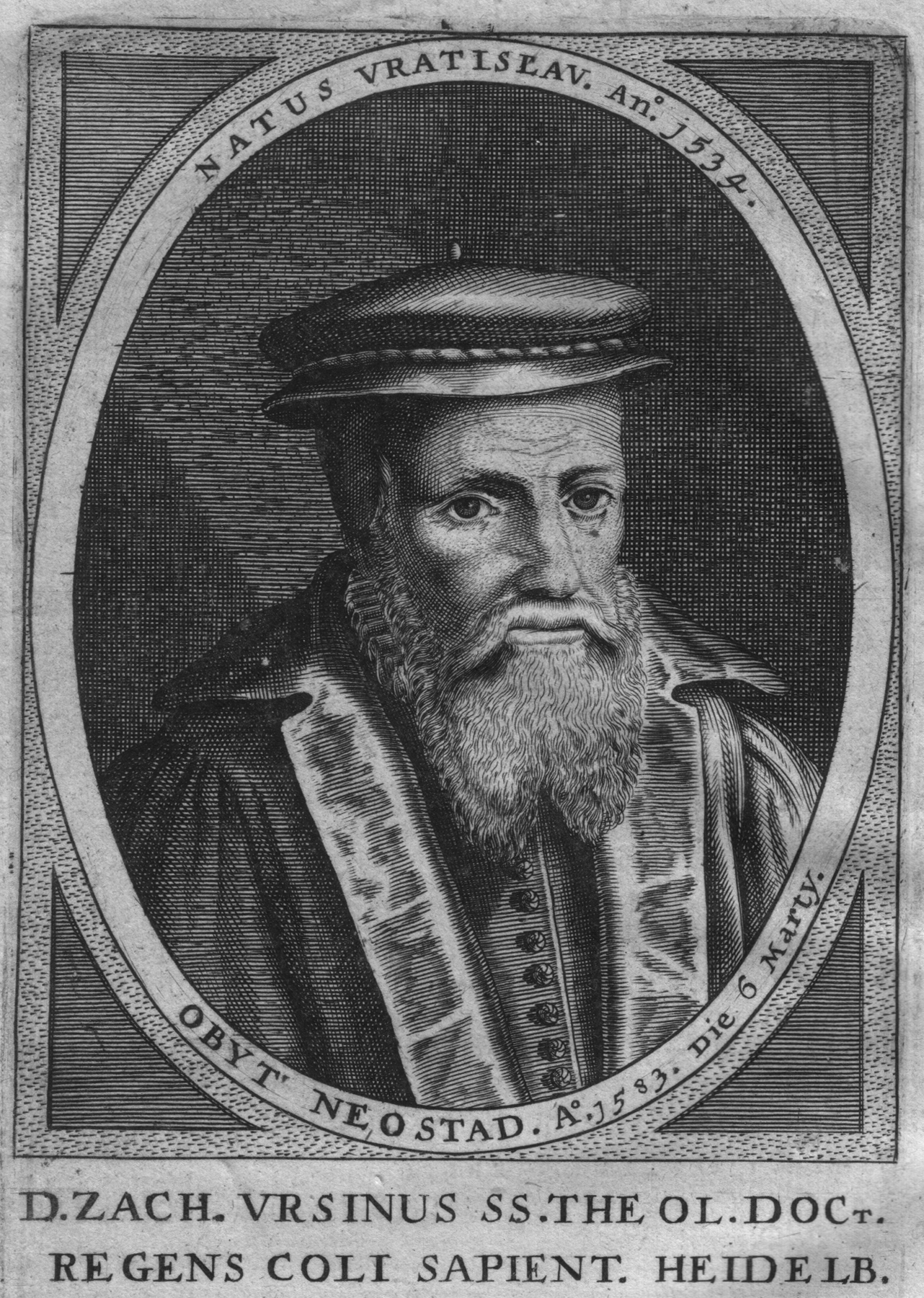
Zacharias Ursinus war maßgeblich am Erstellen des Katechismus beteiligt

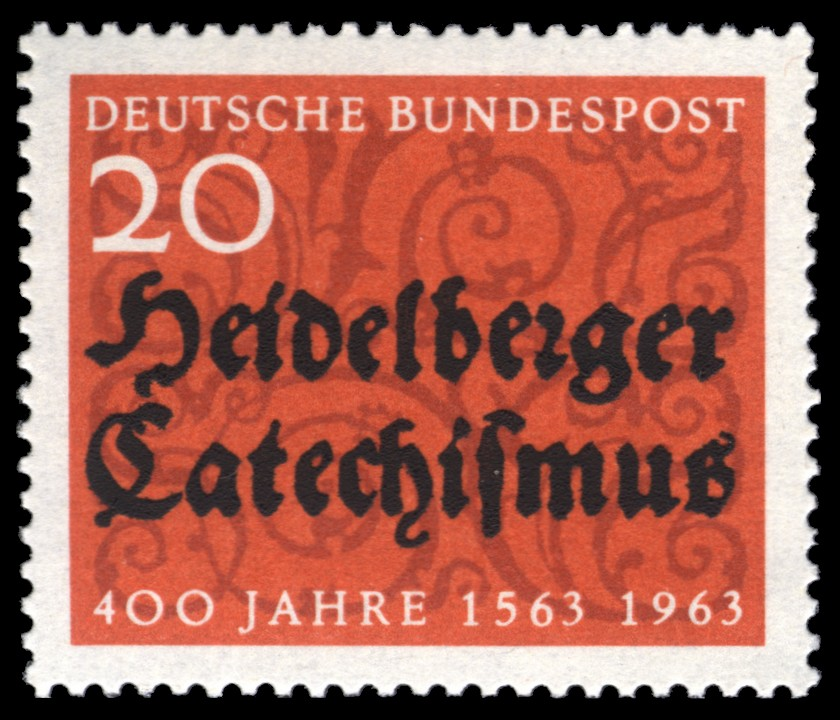
Briefmarke der Deutschen Bundespost (1963): 400 Jahre Heidelberger Katechismus

Der Heidelberger Katechismus (lateinisch Catechesis Palatina) ist der am weitesten verbreitete Katechismus der reformierten Kirche. Er war vom Ursprung her der Katechismus für die reformierte Landeskirche der Kurpfalz. Dort diente er als Lehr- und Unterrichtsbuch in Kirche und Schule. Der Text wurde auf Initiative des Kurfürsten Friedrich III. hauptsächlich von Zacharias Ursinus erstellt und im Jahr 1563 in Heidelberg unter dem Titel Catechismus oder christlicher Vnderricht, wie der in Kirchen vnd Schulen der Churfürstlichen Pfaltz getrieben wirdt herausgegeben. Der Katechismus ist zugleich Unterrichtsbuch für Kirche und Schule, Bekenntnisschrift, Trost- und Gebetbuch, sowie Vorlage für eine reiche Menge erbaulicher Literatur.

## Geschichte

### Die Reformation in der Kurpfalz
Friedrich II. führte 1545/1546 die lutherische Reformation in der Kurpfalz ein, die aber schon bald vom Kaiser Karl V. unterdrückt wurde. Durch den Augsburger Religionsfrieden hatte der neue Kurfürst Ottheinrich die Möglichkeit, 1556 die Reformation erneut einzuführen. Doch er starb bereits 1559 und konnte so sein Reformationswerk nicht vollenden, wodurch kirchliche Unordnung, Streitigkeiten und Uneinigkeit entstanden. Daraufhin versuchte sein Nachfolger Friedrich III. – jedoch vergeblich – wenigstens in der Abendmahlslehre einen Mittelweg durchzusetzen, der von Philipp Melanchthon stammte. Im Juni 1560 überzeugte ihn eine Disputation in Heidelberg von der reformierten Abendmahlsauffassung. Eine genaue und einheitliche Lehrgrundlage in Kirche und Schule sowie die Einführung einer überarbeiteten Kirchenordnung wurden notwendig.
Um dies zu verwirklichen, berief Friedrich III. 1560/1561 mehrere Professoren nach Heidelberg. Darunter waren auch Zacharias Ursinus, ein Schüler Melanchthons und Calvins, sowie Caspar Olevian, ein Schüler Calvins und befreundet mit dem Sohn Friedrichs.

### Erarbeitung und Einführung des Katechismus
Im Auftrag des Kurfürsten begann Ursinus 1562 mit der Arbeit am Katechismus. Vermutlich waren auch weitere Professoren an der Arbeit beteiligt. Im Nachlass des Ursinus fanden sich zwei unterschiedlich umfangreiche lateinische Entwürfe zum Katechismus. Der kürzere Entwurf war wohl die Urfassung, die noch stark überarbeitet und erweitert wurde, auch mit Teilen des längeren Entwurfs, der für den akademischen Unterricht gedacht war. Zur Erstellung wurden mehrere Katechismen zu Rate gezogen, darunter auch Martin Luthers Kleiner Katechismus sowie Calvins Genfer Katechismus und ein Genfer Kirchengebet, das größtenteils die Auslegung des Vaterunsers lieferte. Eine Kommission aus Theologen der Heidelberger Universität, den Pfarrern der Stadt Heidelberg und dem Kurfürsten persönlich war für die Endfassung verantwortlich. Caspar Olevian war, obwohl lange angenommen, kein Mitverfasser des Katechismus, jedoch Kommissionsmitglied und an der Einführung maßgeblich beteiligt, da er seit 1562 in Heidelberg Pfarrer und leitender Theologe im Kirchenrat war.
Anfang 1563 berief Friedrich III. alle Superintendenten der Kurpfalz nach Heidelberg, um die Endfassung zu besprechen und zu verabschieden. Am 19. Januar 1563 unterschrieb der Kurfürst sein Vorwort zum Katechismus. Die Erstausgabe mit 128 Fragen und Antworten erschien im März des gleichen Jahres. Anschließend veranlasste Olevian Friedrich III. zur Beigabe einer weiteren – der jetzigen 80. – Frage. Anfang April wurde die zweite Auflage, nun mit der zusätzlichen Frage, herausgegeben. Zwischenzeitlich erstellten Josua Lagus und Lambert Pithopoeus eine lateinische Übersetzung des Katechismus. In der dritten Auflage wurde er in zehn Lektionen und zugleich, um ihn in einem Jahr durchnehmen zu können, in 52 Sonntage eingeteilt.
Im August 1563 verabschiedete eine weitere Konferenz der Superintendenten die neue Kirchenordnung, deren Vorwort der Kurfürst am 15. November unterschrieb. In ihr fand auch der Katechismus vollständig Eingang.
1566 wurde Friedrich III. von mehreren lutherischen Herzögen bei Kaiser Maximilian II. angeklagt, vom Augsburger Bekenntnis abgewichen zu sein. Auf dem Reichstag in Augsburg drohte der Kaiser ihm mit der Reichsacht, falls er seine kirchlichen Änderungen nicht zurücknehme. Friedrich war standhaft und bekannte seinen Glauben. Da die Mehrheit der Fürsten auf dem Reichstag gegen seinen Ausschluss war, wurde der Kaiser in dieser Beziehung handlungsunfähig. Ein Grund, der überdies gegen eine Bestrafung sprach, war der Reichtum und die politische Bedeutung der Kurpfalz im Heiligen Römischen Reich. Durch das Absehen eines Ausschlusses konnte Friedrich sein Reformationswerk weiterführen.

### Annahme durch weitere reformierte Kirchen
Der Heidelberger Katechismus erfuhr eine schnelle und weite Verbreitung. Die niederländische Flüchtlingsgemeinde in Frankenthal nahm den Katechismus ebenso an und schlug dessen Verwendung in den Niederlanden 1568 auf dem Weseler Konvent vor. 1571 bestätigte dies die Synode von Emden. Da bei dieser Synode auch Reformierte des Niederrheins anwesend waren, wurde er ab 1571 nicht nur der Katechismus der Niederländer, sondern auch der Niederrheiner. 1567 nahm ihn die Reformierte Kirche in Ungarn auf der Synode von Debrecen an.
Um 1580 wechselten mehrere Länder im Heiligen Römischen Reich zum reformierten Glauben über und übernahmen vorwiegend den Heidelberger Katechismus. Dazu gehörten unter anderem Nassau-Dillenburg, Sayn-Wittgenstein, Solms-Braunfels, Wied, Isenburg-Büdingen, Hanau-Münzenberg, Moers, Pfalz-Zweibrücken, Pfalz-Simmern, Anhalt, Tecklenburg, Bremen, Bentheim, Lingen und Lippe.
Auf der ersten reformierten Generalsynode vom 7. bis 11. September 1610 der vereinigten Herzogtümer Jülich-Kleve-Berg nahm man den Katechismus als Lehr- und Unterrichtsbuch an. Auch wenn sich die reformierten Kirchen der Schweiz seit Mitte des 19. Jahrhunderts als bekenntnisfrei verstehen, wurde er 1615 von St. Gallen, 1643 von Schaffhausen und im 18. Jahrhundert von Bern angenommen. Die Dordrechter Synode von 1618 bis 1619 bestätigte den Katechismus als Bekenntnisschrift. 1655 wurde er in Hessen-Kassel eingeführt. 1713 fand er zusammen mit kirchlichen Verordnungen Eingang in die deutschreformierten Gemeinden in Preußen. In Ostfriesland benutzte man bis Anfang des 18. Jahrhunderts den Emder Katechismus. Durch Auswanderer gelangte er überdies nach Nordamerika und Südafrika.
Der Heidelberger Katechismus wurde in 40 Sprachen übersetzt und erfreut sich bis heute weltweiter Verbreitung, besonders in Ländern mit reformierter Prägung wie den Niederlanden, der Schweiz oder Ungarn. Lediglich im französisch- und englischsprachigen Raum verbreitete er sich anfangs nicht weitflächig, da man dort bereits entweder die Confessio Gallicana (1559) oder die Confessio Scotica (1560) – und später zusätzlich das puritanische Bekenntnis von Westminster – besaß.
Höchste Wertschätzung genoss der Heidelberger Katechismus auch bei Karl Barth (vgl. seine Schrift Die christliche Lehre nach dem Heidelberger Katechismus). Er zog die erste Frage des Heidelberger bei der Formulierung der ersten Barmer These heran.
Zum Jubiläum „450 Jahre Heidelberger Katechismus“ im Jahr 2013 fanden mehrere Feierlichkeiten, Vorträge und Ausstellungen, unter anderem in Heidelberg und Apeldoorn, statt. Der reformierte Pfarrer i. R. Günter Twardella hat aus dem Anlass den Band Heidelberger Buchmalerei geschaffen, in dem er ausgewählte Texte aus dem Heidelberger Katechismus „in alter Schrift mit neuen Erklärungen“ zusammenstellt. Auf diese Weise gestaltet Twardella für ihn wesentliche Fragen des Katechismus kalligraphisch in Schrift und Schmuck und interpretiert sie neu aus seiner theologischen Sicht. Der Komponist Dietrich Lohff hat anlässlich des Jubiläums das Oratorium Das Spiel von der Schnur Christi geschrieben, welches am 19. Januar 2013 in Mannheim durch den Chor der Evangelischen Studentengemeinde Heidelberg uraufgeführt wurde.

## Inhalt
Der Heidelberger Katechismus, der 129 Fragen und Antworten umfasst, gliedert sich im Wesentlichen in drei große Teile:
- Von des Menschen Elend (die Sündenerkenntnis)
- Von des Menschen Erlösung (die Erkenntnis der Erlösung)
  - Von Gott dem Vater
  - Von Gott dem Sohn
  - Von Gott dem Heiligen Geist
  - Von den heiligen Sakramenten
  - Von der heiligen Taufe
  - Vom heiligen Abendmahl Jesu Christi
- Von der Dankbarkeit (eine Ethik der Dankbarkeit)
  - Vom Gebet

Indem allen Fragen Bibelstellen als Belege beigegeben wurden, wird der Anspruch deutlich, den Schüler des Katechismus mit Grundaussagen der Heiligen Schrift vertraut zu machen. Neben seiner Bibelorientierung ist für den Heidelberger auch sein „erwecklicher“ Stil charakteristisch.
Die ersten zwei Fragen dienen gewissermaßen als Einleitung, wobei die erste als Zusammenfassung des Katechismus verstanden werden kann. Anders als Martin Luthers Kleiner Katechismus ist der Heidelberger nicht synthetisch, sondern analytisch aufgebaut: Von der Ausgangsfrage „Was ist dein einiger Trost im Leben und im Sterben?“ wird alles Weitere abgeleitet. Während Johannes Calvins Genfer Katechismus seinen Ausgangspunkt bei der Gotteserkenntnis nimmt, hat im Heidelberger die Heilsgewissheit („einiger Trost“) diese zentrale Bedeutung. Das ist charakteristisch für die Theologie Philipp Melanchthons, dessen Schüler Ursinus war. Die zweite Frage entfaltet das ganze Programm des Katechismus. Dem Christen ist demnach dreierlei „nötig zu wissen“: wie groß des Menschen Elend ist (entfaltet in den Fragen 3–11); wie er daraus erlöst wird (Fragen 12–85) und wie er Gott dafür dankbar sein soll (Fragen 18–129).
Der erste Teil erschließt in den Fragen 3–11 dem Menschen die Sündenerkenntnis aus dem Gesetz Gottes (= usus elenchticus legis).
Der zweite Teil handelt von der Erkenntnis der Erlösung. Die Fragen 12–18 sind der am meisten diskutierte Teil des Heidelberger, denn die hier dargelegte Satisfaktionslehre erinnert an die Scholastik und besonders an Anselm von Canterbury. Nun wird das apostolische Glaubensbekenntnis behandelt. Interessant ist, wie die Rechtfertigungslehre im dritten Teil des Apostolikums (über Gott den Heiligen Geist) in den Fragen 59–64 dargestellt wird. Der Katechismus schreitet fort zur (Kinder-)Taufe, die in Frage 74 mit der Bundestheologie begründet wird. Es folgt das Thema Abendmahl, in dem die 78. Frage „Werden denn Brot und Wein in Leib und Blut Christi verwandelt?“ ausdrücklich verneint wird. Frage 80 bringt die nachträglich hinzugefügte, polemische Abgrenzung zum nachtridentinischen Katholizismus und seiner „päpstlichen Messe“ zum Ausdruck: „Und ist also die Messe im Grunde nichts anderes denn eine Verleugnung des einigen Opfers und Leidens Jesu Christi und eine vermaledeite Abgötterei.“ (1977 gab der Reformierte Bund zur 80. Frage eine ökumenische Erklärung ab.)
Im letzten, dritten Teil „sollten die Menschen dazu aufgefordert und daran erinnert werden, in Gedanken, Worten und Werken für ihre Erlösung aus dem Elend in Dankbarkeit zu leben“ (Paul Kluge: ). Des Weiteren wird in diesem Teil der Dekalog und das Vaterunser ausgelegt.
Bemerkenswert am theologischen Konzept ist der Umstand, dass alle kultischen Leistungen (wie das Gebet) wie die ethischen (die „guten Werke“) in den dritten Teil eingereiht sind. Dadurch wird eindeutig gesagt, dass in reformierter Sicht die „guten Werke“ nie dazu da sind, vor Gott angerechnet zu werden. Sie sind vielmehr dankbare und selbstverständliche Antwort auf die vorbehaltlose Gnade Gottes, die den Menschen durch Christus zugeeignet ist.
Schrittweise zeigt der Heidelberger Katechismus in seinen drei Teilen dem Menschen den Weg von der Sündenerkenntnis über die Erkenntnis der Erlösung hin zu einem dem Glauben entsprechenden Leben in Dankbarkeit für die Erlösung aus dem Elend.